# Ewa Polkowska
Ewa Danuta Polkowska (ur. 14 stycznia 1962 w Stoku Lackim) – polska prawniczka, urzędnik państwowy. W latach 2006–2016 i od 2024 szef Kancelarii Senatu, w latach 2016–2019 wiceprezes Najwyższej Izby Kontroli.

## Życiorys
W 1985 ukończyła studia prawnicze na Wydziale Prawa i Administracji Uniwersytetu Warszawskiego, następnie odbyła etatową aplikację sędziowską w Sądzie Wojewódzkim w Warszawie. W 1990 zdała egzamin sędziowski.
Od czerwca 1991 była zatrudniona w Biurze Legislacyjnym Kancelarii Senatu, zaczynając od legislatora, dochodząc do stanowiska dyrektora biura. W 2003 rozpoczęła pracę w charakterze wykładowcy w Krajowej Szkole Administracji Publicznej. W kwietniu 2006 została powołana na stanowisko szefa Kancelarii Senatu. Ze stanowiska tego została odwołana w czerwcu 2016 w związku z powołaniem na wiceprezesa Najwyższej Izby Kontroli (od lipca tego samego roku). Funkcję tę pełniła do września 2019. Następnie pracowała w Naczelnym Sądzie Administracyjnym. W marcu 2024 ponownie objęła stanowisko szefa Kancelarii Senatu.
Członkini powołanego w 1996 Polskiego Towarzystwa Legislacji, skupiającego polskich prawników-legislatorów. Pełniła w nim funkcję prezesa zarządu (2010–2022).

## Odznaczenia
- Odznaka Honorowa za Zasługi dla Legislacji – 2015[6]